# Friends (Stella Getz-dal)
A Friends című dal a norvég Stella Getz énekesnő debütáló kislemeze a Forbidden Dreams című albumról. A kislemez 1993-ban jelent meg, a norvég slágerlistán 5., a német listán a 32. helyig jutott valamint számos slágerlistára is felkerült.

## Előzmények és megjelenés
Getz 16 éves korában a DMC versenyen vett részt, ahol felfedezték tehetségét. Miután néhány demó felvételt készített, lemezszerződést kötött a Mega Records kiadóval, és stúdióba vonult, ahol Lars E. Ludvigsen, és Mikkel S. Eriksen producerrel együtt dolgozott. Getz első nyilvános fellépése a "Casino" című TV-műsorban volt, ahol előadta a dalt.
A dal Top 5-ös sláger lett Norvégiában, és Top 10-es Dániában és Izraelben. Németországban 32. helyezett volt, és 16 hétig volt slágerlistás. A "Friends" a 81. helyezett volt az Eurochart Hot 100-as listáján 1994 februárjában.

## Számlista
CD Single /Dánia
1. Friends (7") 3:12
2. Friends (12") 7:14
3. Friends (Late Nite Mix) 4:38
4. Friends (U.S. Remix)

12 single /Németország 
1. Friends (12" Club Mix) 7:14
2. Friends (12" House Club Version) 7:30

## Slágerlista
| Slágerlista (1993-1994)            | Legjobb helyezés |
| ---------------------------------- | ---------------- |
| Dánia (IFPI)                       | 9                |
| Európa(Eurochart Hot 100)          | 81               |
| Németország (Media Control Charts) | 32               |
| Izrael (Israel Top-30)             | 7                |
| Norvégia (VG-lista)                | 5                |